# Metaleptobasis quadricornis
Metaleptobasis quadricornis là một loài chuồn chuồn kim trong họ Coenagrionidae.
Metaleptobasis quadricornis được Selys miêu tả khoa học năm 1877.